# La corbata
La corbata es una obra de teatro de Alfonso Paso, estrenada en 1963.

## Argumento
La obra plantea cómo afecta y se resuelve el dilema de la noticia de una hija soltera y embarazada en tres familias de posiciones sociales distintas: la familia rica no se preocupa, pues con sus fondos no será difícil que la niña pueda pronto contraer matrimonio; la familia pobre tampoco se desconcierta porque no tiene nada que perder ni apariencias que guardar; solo la familia de clase media hace de la situación una tragedia.

## Estreno
- Teatro Reina Victoria, Madrid, 6 de abril de 1963.
  - Intérpretes: Antonio Garisa, Olga Peiró, Marisol Ayuso, Antonio Fernández, Pedro Hurtado, Isabel de Pradas, Maribel Viedma, Charo Ripoll.